# 江门蓬江万达广场
江门蓬江万达广场，又叫江门万达广场，是万达集团在江门市投资建设的首个大型商业综合体，高200米（46层），位于中华人民共和国广东省江门市蓬江区发展大道北，于2014年11月28日正式开业。开业至今一直是当地知名的地标建筑，素有江门万达双子塔之称。

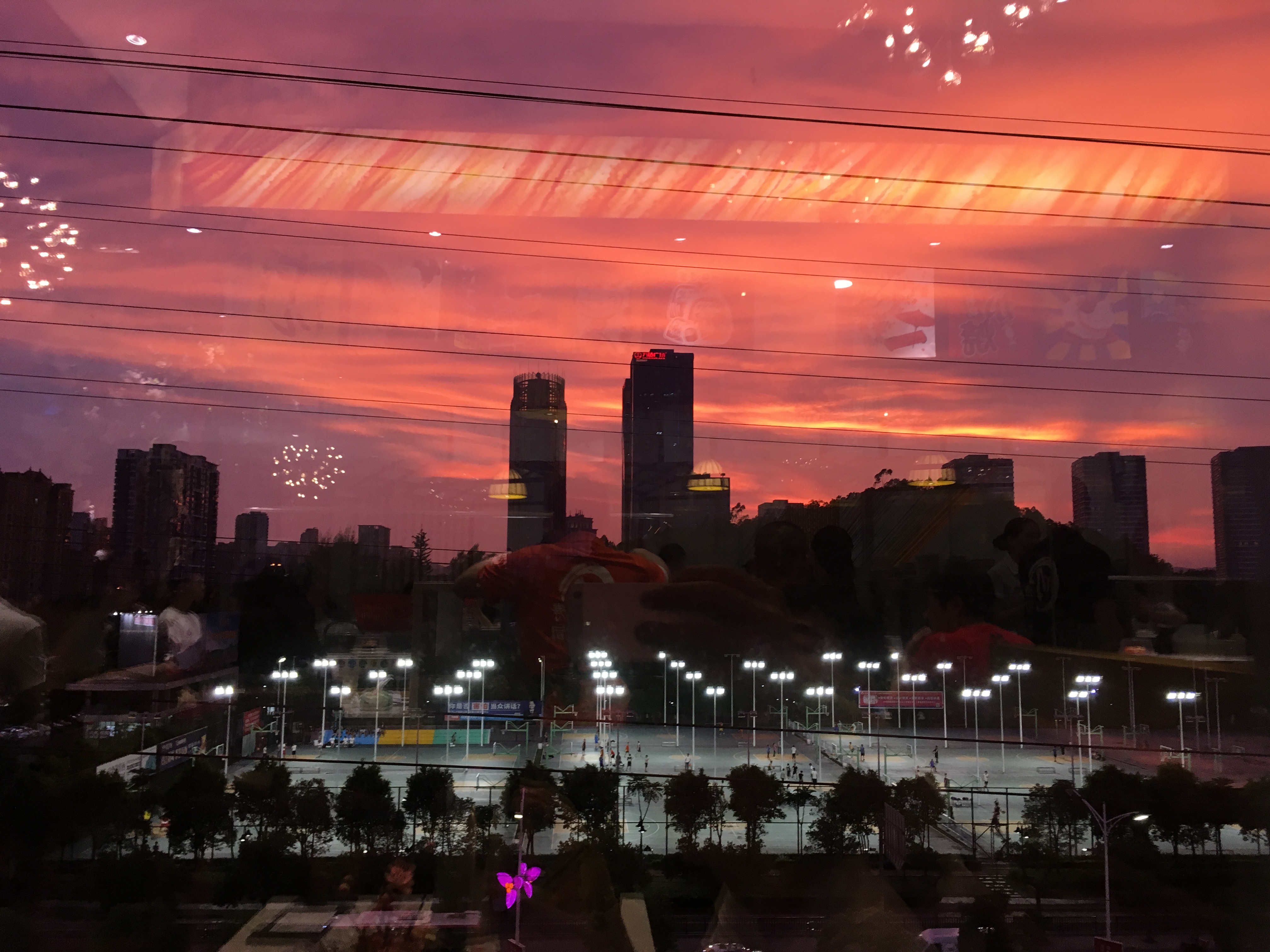
远眺蓬江万达双子塔

## 概要
于2017年10月万达嘉华酒店更名為富力万达嘉华酒店。
广场提供多达3000个停车位，置有电动车充电系統。

## 酒店
- 富力万达嘉华酒店 Wanda Realm Jiangmen（2014年开业）[4]
- 悦舍酒店
- 马可贝罗酒店
- 博悦公寓酒店

## 广场
- 万达SOHO
- 万达影城（于2014年11月28日正式落戶江门万达广场，提供约1600多个座位）

## 邻近景点
- 江门华侨广场
- 五邑蒲葵高尔夫球场
- 江门市青少年宫